# Lois the Witch

Lois the Witch and Other Tales est une collection de cinq nouvelles d'Elizabeth Gaskell. Le livre est publié en 1861 par Bernhard Tauchnitz à Leipzig.

## Description
Les titres des cinq nouvelles de 1861 sont Lois the Witch (124 pages), The Grey Woman (78 pages), The Doom of the Griffiths (52 pages), The Half-Brothers (20 pages) et The Crooked Branch (63 pages).
Lois the Witch est une nouvelle et une fiction historique parue en trois parties en octobre 1859 dans l'hebdomadaire All the Year Round édité par Charles Dickens. La protagoniste de l'histoire Lois Barclay est élevée dans un presbytère à Barford (Warwickshire). Devenue adulte, elle perd ses parents. En 1691 elle traverse l'Atlantique pour vivre avec son oncle et sa famille à Salem (Massachusetts) et est impliquée dans le procès es sorcières de Salem.
La deuxième histoire, la plus longue du livre, The Grey Woman, est un conte gothique relatant l'histoire d'une jeune femme qui, avec sa suivante, s'échappe du château de son mari, Monsieur de la Tourelle, un homme riche mais violent.
Les histoires The Doom of the Griffiths et The Half-Brothers sont publiées dans la collection de 1859 Round the Sofa après avoir été au préalable publiées dans des périodiques. The Crooked Branch est d'abord publié sous le titre The Ghost in the Garden Room dans l'édition spéciale de Noël de All the Year Round, en tant que partie de la nouvelle « portmanteau story » The Haunted House.
Les manuscrits originaux de The Grey Woman and The Crooked Branch sont conservés dans la collection des manuscrits d'Elizabeth Gaskell de la John Rylands Library à l'Université de Manchester.